# Beta Arae
Beta Arae (β Ara / β Arae) è una stella gigante brillante arancione di magnitudine 2,83 situata nella costellazione dell'Altare. Dista 603 anni luce dal sistema solare ed è la più luminosa della costellazione.

## Osservazione
Si tratta di una stella situata nell'emisfero celeste australe. La sua posizione è fortemente australe e ciò comporta che la stella sia osservabile prevalentemente dall'emisfero sud, dove si presenta circumpolare anche da gran parte delle regioni temperate; dall'emisfero nord la sua visibilità è invece limitata alle regioni temperate inferiori e alla fascia tropicale. La sua magnitudine pari a 2,8 le consente di essere scorta con facilità anche dalle aree urbane di moderate dimensioni.
Il periodo migliore per la sua osservazione nel cielo serale ricade nei mesi compresi fra maggio e settembre; nell'emisfero sud è visibile anche per gran parte della primavera, grazie alla declinazione boreale della stella, mentre nell'emisfero sud può essere osservata limitatamente durante i mesi estivi boreali.

## Caratteristiche fisiche
La stella è una supergigante o gigante brillante arancione, di tipo spettrale K3Ib-II. Ha una massa 6,8 quella del Sole ed un raggio 92 volte superiore ed iniziò la sua esistenza come una calda stella di classe B3 all'incirca 50 milioni di anni fa.
È una stella ad altà metallicità, 170% quella del Sole, e la sua evoluzione in gigante ha diminuito sensibilmente la sua velocità di rotazione, al punto che a 5,4 km/s ha bisogno di 2,33 anni per compiere una rotazione su se stessa.
Ha una magnitudine assoluta di -3,5 e la sua velocità radiale negativa indica che la stella si sta avvicinando al sistema solare.